# イェンス＝フレデリック・ニールセン
イェンス＝フレデリック・ニールセン（デンマーク語: Jens-Frederik Nielsen, 1991年6月22日 - ）、は、グリーンランドの政治家、バドミントン選手。現在、首相（第8代）、民主党党首。産業・鉱物資源大臣を務めた。
2025年グリーンランド総選挙では4,850票を獲得し、ムテ・エーエデ首相の3,276票を上回った。同年3月28日、総選挙で第1党となった民主党が他の3党と連立政権の樹立で合意し、ニールセンは4月7日に首相に就任した。